# Richmond K. Turner

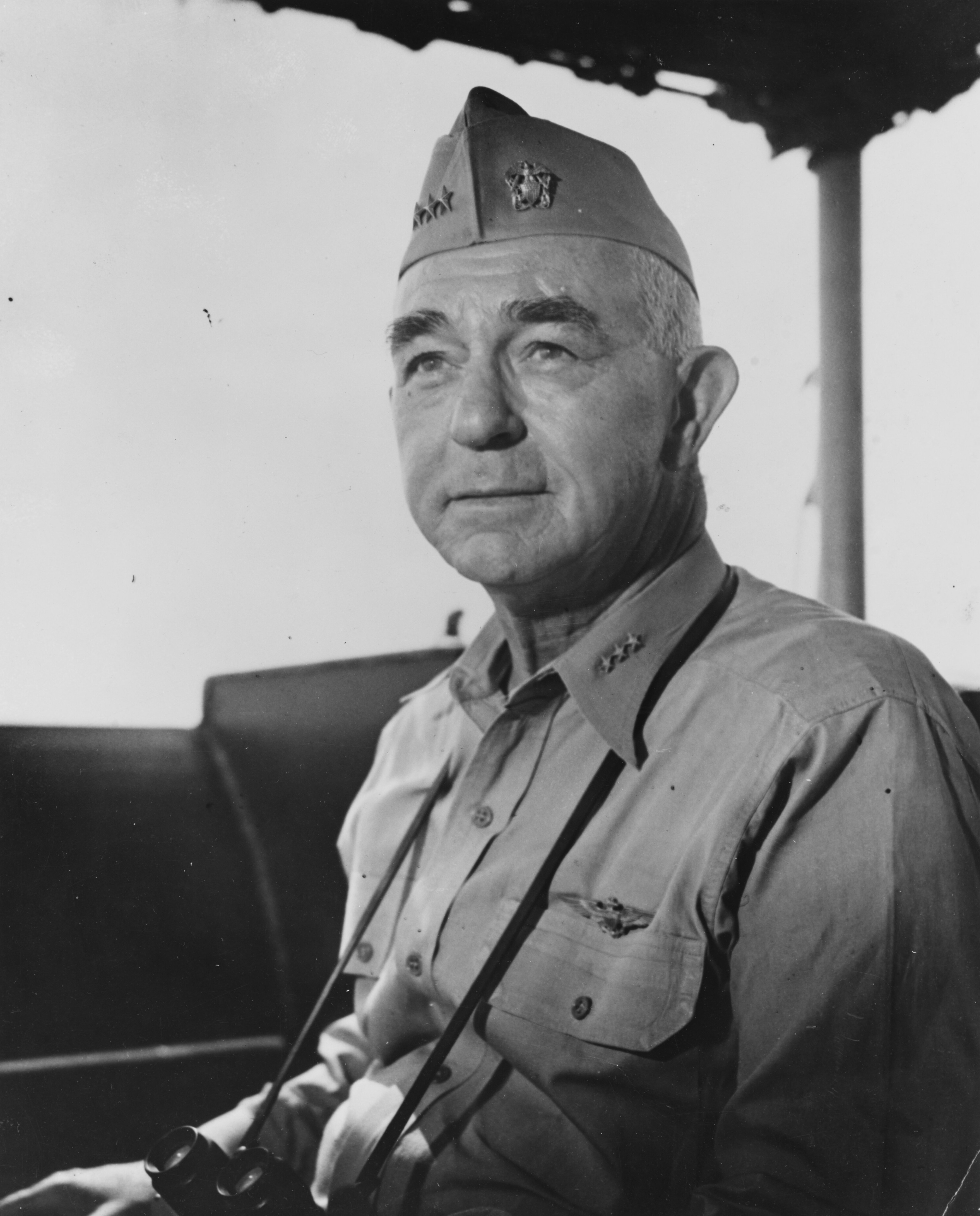
Turner als Vizeadmiral im März 1945

Richmond Kelly Turner (* 27. Mai 1885 in Portland, Oregon, USA; † 12. Februar 1961 in Monterey, Kalifornien) war ein Admiral der US Navy.

## Militärische Laufbahn
Im Juni 1908 graduierte Turner an der US Naval Academy in Annapolis, die er seit 1904 besuchte. Anschließend diente er während der folgenden vier Jahre auf verschiedenen Schiffen. Sein erstes Kommando erhielt Turner übergangsweise 1913 als Lieutenant Junior Grade über den Zerstörer Stewart. Nach einer kurzen Dienstphase auf dem Kanonenboot Marietta wurde er von 1916 bis 1919 nacheinander den Schlachtschiffen Pennsylvania, Michigan und Mississippi zugeteilt. Zwischen 1919 und 1922 war Turner Waffenoffizier an der Waffenfabrik der US Navy in Washington, D.C. Ab 1927, dem Jahr, in dem er Flugunterricht bekam, waren seine Diensteinsätze eng mit der Fliegerei verbunden. So tat er Dienst als Kommandant des Flugzeugtenders Jason und in den 1930er Jahren als Erster Offizier auf der Saratoga. Als Captain absolvierte Turner 1935 das Naval War College und diente danach bis 1938 in dessen Führung. Sein nächstes Kommando war der Schwere Kreuzer Astoria, mit dem er 1939 auf eine diplomatische Mission nach Japan fuhr.
1941 wurde Turner zum Rear Admiral befördert und ab Dezember desselben Jahres Stabsassistent beim Chief of Naval Operations. Im Juni 1942 wurde ihm das Kommando über die amphibischen Einsatzkräfte der Südpazifikflotte übertragen. In dieser Stellung plante Turner viele amphibische Einsätze gegen feindliche Stellungen im Pazifikkrieg. Er war auch im Rang eines Admirals als Oberbefehlshaber über die amphibische Landungsflotte für die Operation Downfall, der Landung auf den japanischen Hauptinseln, vorgesehen.
Nach Ende des Zweiten Weltkriegs diente Turner in der Marineverwaltung und war der Abgesandte der US Navy bei den Vereinten Nationen. Admiral Richmond Kelly Turner starb am 12. Februar 1961 in Monterey, Kalifornien.
Die Navy benannte einen Kreuzer der Leahy-Klasse nach ihm, die Richmond K. Turner.